# Morille (outil)
Pour les articles homonymes, voir Morille.

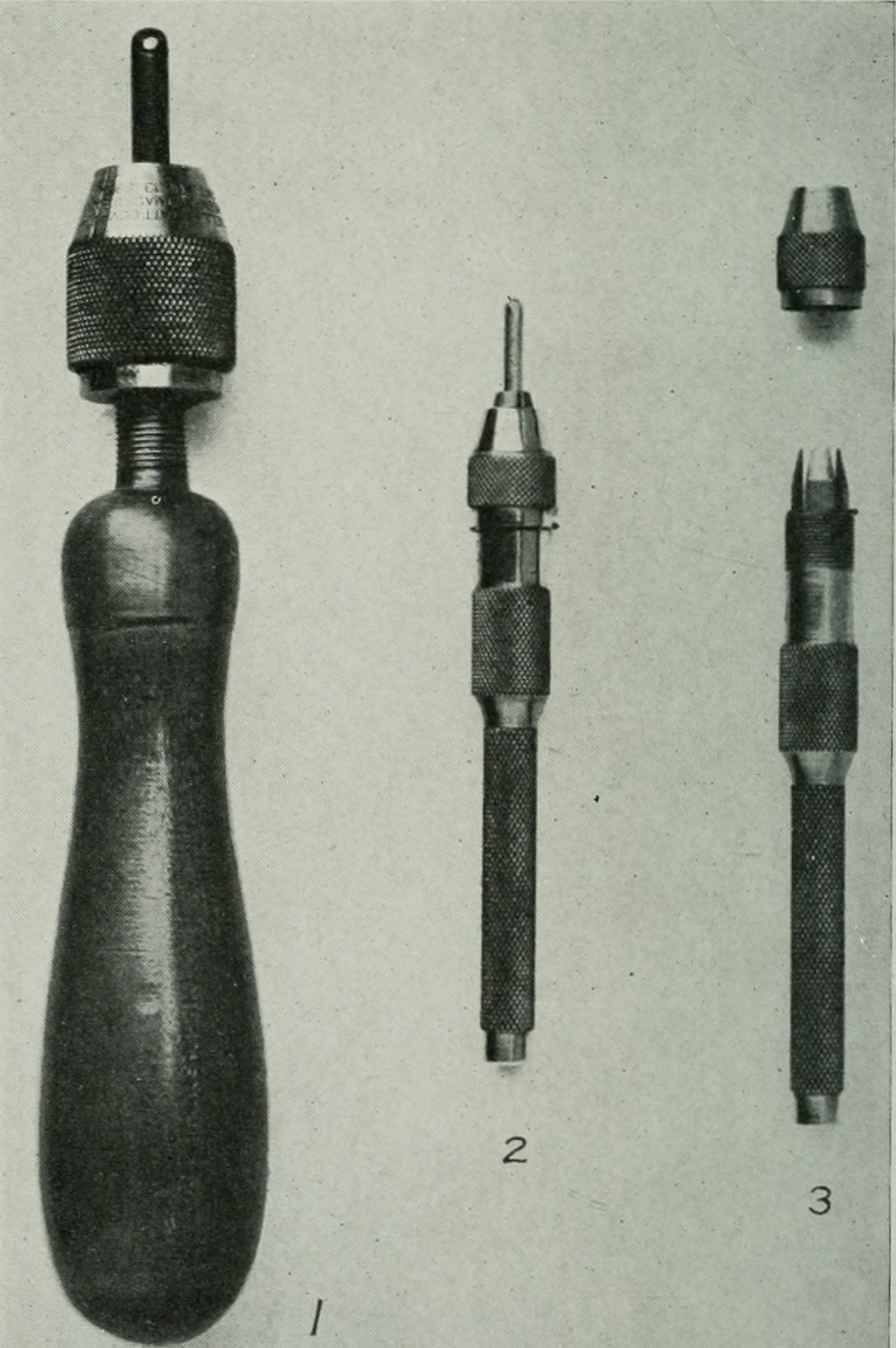
Pinces à morilles : 1=manche en bois, 2=manche moleté en métal, 3=porte-outil avec tête démontée.

La morille, ou aussi pince à morilles, est un porte-outil à main qui doit probablement son nom au champignon du même nom (la morille) en raison de sa forme. Cet outil permet de serrer un foret, un taraud, un équarrissoir ou une fraise, ou tout objet de petite taille (comme une vis) en vue de le manipuler ou de l'utiliser manuellement.

## Présentation
Cet outil est généralement constitué de deux parties :
- un manche moleté (droit) muni à son extrémité d'une pince de type mandrin, cette partie est souvent en laiton, et la zone pince a un filetage conique. Il existe également des porte-outils avec un manche en bois creux traversant permettant de maintenir des objets de grande longueur comme des axes taraudés à une extrémité ;
- un écrou de serrage, souvent carré et en acier.

Le serrage (d'un taraud par exemple) se fait en serrant l'écrou.

## Galerie

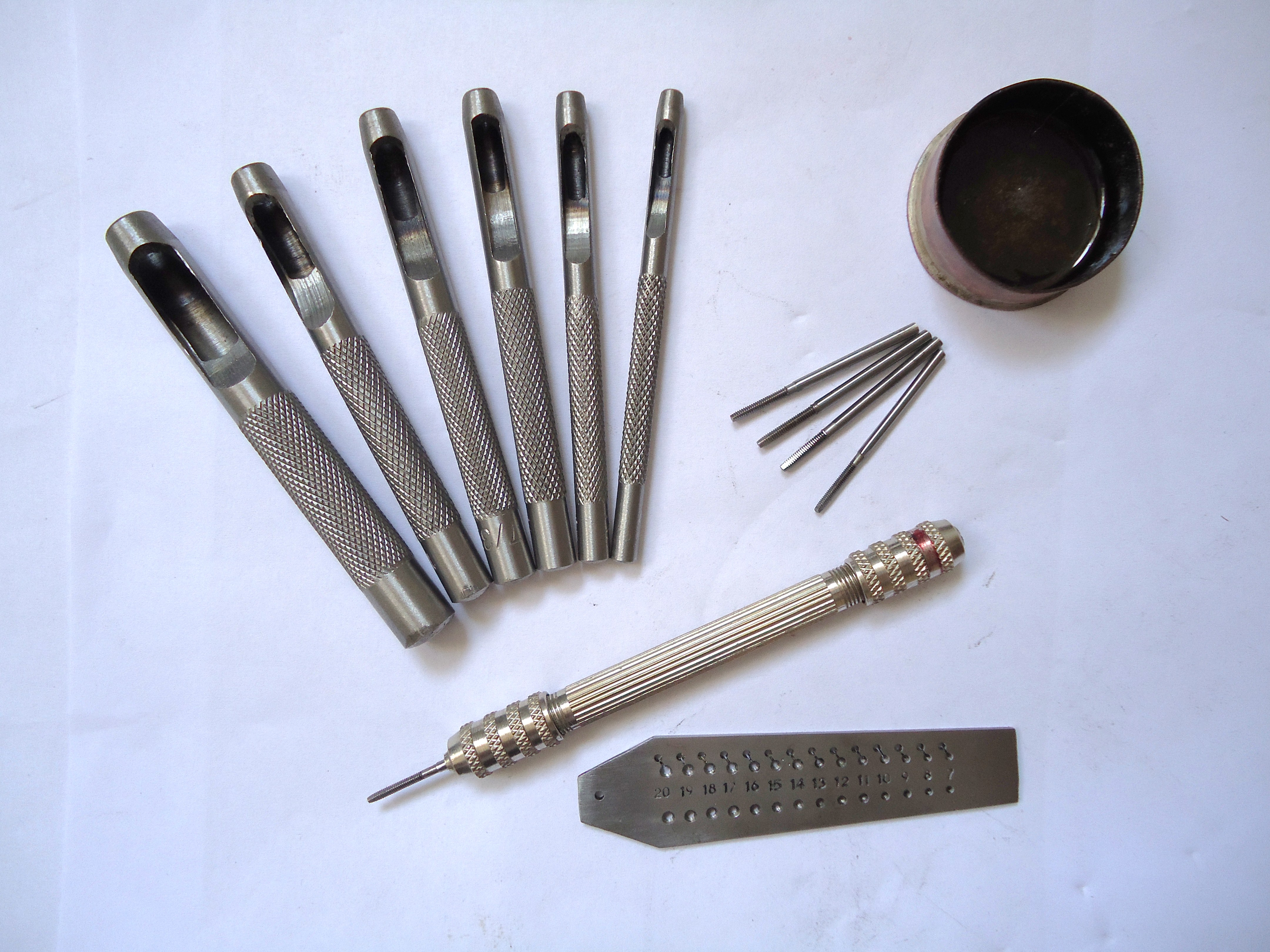
Quelques outils de joaillerie dont une pince à morilles équipée d'un taraud.